# Monte Ebro
Il monte Ebro è un rilievo alto 1.700 m e  posto sullo spartiacque tra la val Borbera e la val Curone (provincia di Alessandria) facente parte del gruppo del Monte Antola e a pochi km di distanza dalle province di Piacenza, Pavia e Genova.

## Geografia fisica

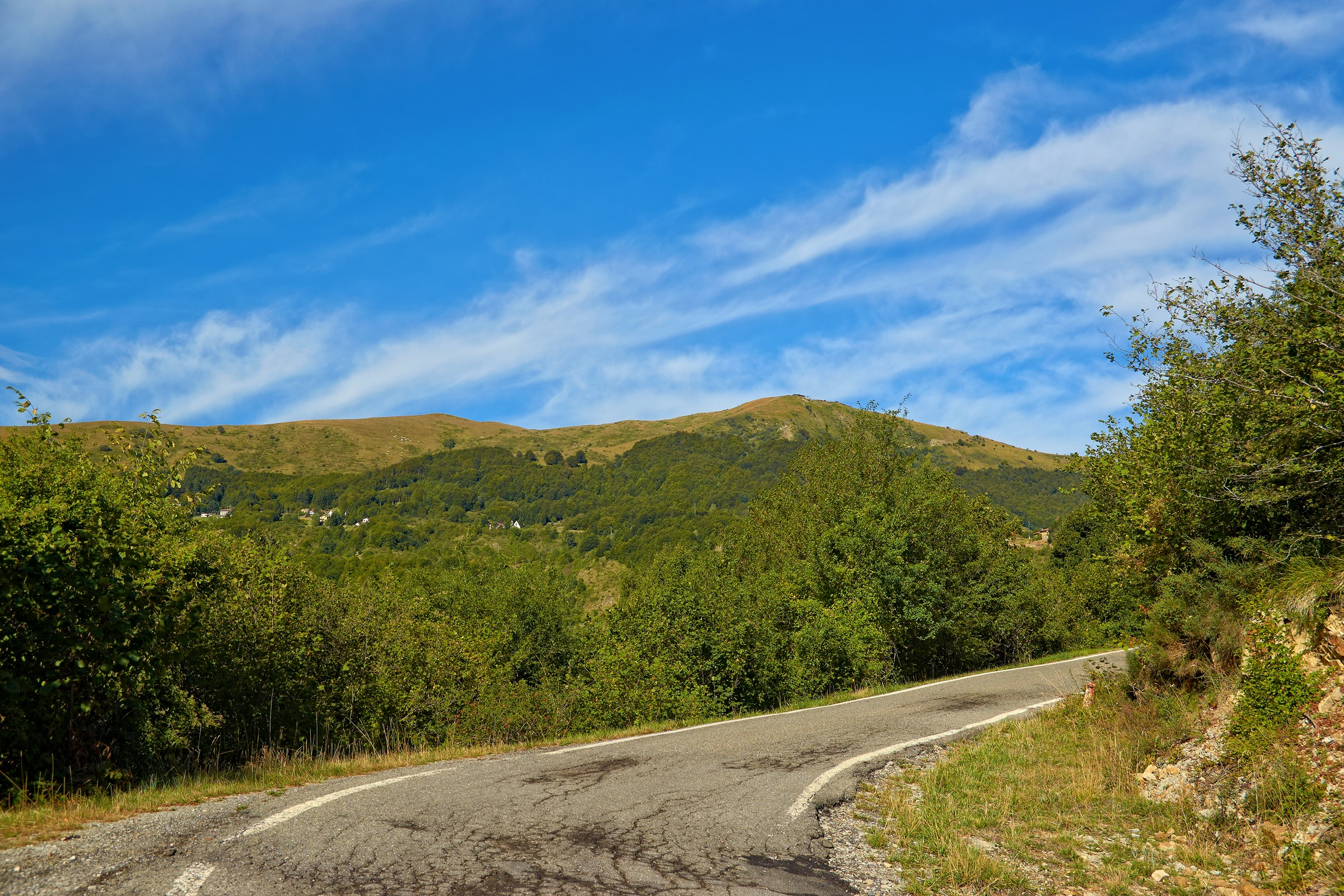
Monte Chiappo e Monte Ebro visti da sud-est

Ottava vetta dell'Appennino ligure, rappresenta il punto più alto della provincia di Alessandria: lo si individua insieme al vicino monte Chiappo (1.699 m) da molte località del novese e dell'alto Monferrato, ma è visibile anche dal ponente ligure e da alcuni punti del genovesato. La sua cima è una spaziosa piramide erbosa che sovrasta i folti boschi di faggi e castagni che ne ricoprono i fianchi. Sulla cima si trovano una croce metallica ed un cippo che ricorda la fondazione degli alpini.

## Accesso alla cima
L'Ebro è raggiungibile da Pobbio e da Malghe di Costa Rivazza di Cabella Ligure e da Salogni di Fabbrica Curone. I sentieri più frequentati partono dalle località di Capanne di Cosola (Val Borbera) e di Caldirola (Val Curone), nonché dalla località Pan Pargnon (1.375 m): l'itinerario che parte da quest'ultima località è stato descritto sul periodico intersezionale CAI Alpennino. Nei pressi del monte si trova il rifugio Orsi (1.372 m) del CAI di Tortona.
Dalla vetta si gode di un ampio panorama sulle vicine vette del monte Giarolo, monte Chiappo, e gli altri rilievi del gruppo dell'Antola; in giornate con condizioni di visibilità favorevoli vista sui rilievi dell'Appennino Ligure occidentale, Riviera Ligure di Ponente, e sull'arco alpino nord-occidentale.

## Punti di appoggio
- Rifugio Ezio Orsi